# Sergiu Suciu
Sergiu Suciu (Satu Mare, Rumania, 8 de mayo de 1990), futbolista rumano, naturalizado italiano. Juega de volante en el Trento de la Serie C.

## Selección nacional
Ha sido internacional con la Selección de fútbol de Rumania Sub-21.

## Clubes
| Club                    | País    | Año           |
| ----------------------- | ------- | ------------- |
| Torino FC               | Italia  | 2009-2016     |
| AC Legnano (cedido)     | Italia  | 2009-2010     |
| AS Gubbio (cedido)      | Italia  | 2011          |
| SS Juve Stabia (cedido) | Italia  | 2013-2014     |
| Crotone (cedido)        | Italia  | 2014-2015     |
| Lecce (cedido)          | Italia  | 2015-2016     |
| Cremonese (cedido)      | Italia  | 2016          |
| Pordenone               | Italia  | 2016-2017     |
| Venezia                 | Italia  | 2017-2020     |
| SS Juve Stabia          | Italia  | 2021          |
| Chindia Târgoviște      | Rumania | 2021-2022     |
| Pistoiese               | Italia  | 2022          |
| Torres                  | Italia  | 2022-2023     |
| Trento                  | Italia  | 2023-presente |